# Ахметжанов, Султан Сафич
Султан Сафич Ахметжанов (Сұлтан Сапиұлы Ахметжанов) (1897—1938) — советский и казахский государственный деятель. Член РКП(б) с 1920 г.
Родился в г. Перовск в мещанской семье, татарин.
Послужной список:
- 1915—1916 весовщик хлопкового завода в Ташкентском уезде;
- 1916—1917 безработный;
- 1917—1918 курсант учительских курсов, учитель начальной казахской школы в г. Ак — Мечеть;
- 1918 студент Узбекско-тюркского учительского института;
- 1918—1919 учитель начальной казахской школы;
- 1919—1920 красноармеец караульного батальона;
- 1920—1921 учитель начальной казахской школы в г. Ак — Мечеть;
- 1921—1922 инструктор Ташкентского областного отдела народного образования;
- 1922—1924 заведующий уездным отделом народного образования;
- 1924—1926 заведующий Ак-Мечетским (Кзыл-Ординским) уездным финансовым отделом;
- 1926—1928 председатель Кзыл-Ординского уездного исполкома;
- 1928—1929 заведующий агитационно-пропагандистским отделом Кзыл-Ординского окружкома ВКП (б);
- 1929—1930 заведующий организационным отделом Гурьевского окружкома ВКП (б);
- 1930—1933 инструктор Казакского крайкома ВКП (б), заведующий отделом агитации и пропаганды Алма-Атинского обкома ВКП (б);
- 1933—1937 первый секретарь Джарминского райкома ВКП(б) (с. Георгиевка Восточно-Казахстанской области);
- 1937 заведующий отделом советской торговли Восточно-Казахстанского обкома ВКП (б);
- с августа по декабрь 1937 г. нарком торговли Казахской ССР.

Арестован 10 декабря 1937 г. УГБ НКВД. Военной Коллегией Верховного Суда СССР 27 февраля 1938 г. приговорен к ВМН. Расстрелян. Реабилитирован 6 июля 1957 г.